# Наниев, Алан Рустам оглы
Наниев Алан Рустам оглы (азерб. Alan Ruslanoviç Naniyev; род. 3 октября 1978, Северная Осетия); — азербайджанский тяжелоатлет

## Карьера
Родился 3 октября 1978 года в Северной Осетии. Алан Наниев представлял Азербайджан на международных соревнованиях, включая участие в Летних Олимпийских играх 2004 года в Афинах. В соревнованиях по подъёму штанги в рывке он не смог поднять 190 кг в первом подходе, но успешно выполнил это во втором. В толчке его попытка поднять 227,5 кг не увенчалась успехом, и он завершил соревнования с результатом 220 кг. В общей сложности Алан Наниев набрал 410 кг и занял 6-е место.